# Bernhard Kontarsky
Bernhard Kontarsky (* 26. April 1937 in Iserlohn) ist ein deutscher Dirigent, Pianist und Hochschullehrer.

## Leben
Bernhard Kontarsky studierte an der Hochschule für Musik und Tanz Köln. 1964 begann seine Dirigentenkarriere als Kapellmeister am Staatstheater Stuttgart. 1965 erhielt er den Förderpreis des Landes Nordrhein-Westfalen für Musik. Ab 1981 war Kontarsky Professor für Klavier und Leiter des Studios für Neue Musik an der Hochschule für Musik und Darstellende Kunst Frankfurt am Main.
Kontarsky gilt als ausgewiesener Spezialist für Neue Musik. Er dirigierte unter anderem die Uraufführungen von El Rey de Harlem von Hans Werner Henze (1982), Die Erschöpfung der Welt von Mauricio Kagel, Don Quijote de la Mancha von Hans Zender (1993), Sansibar von Eckehard Mayer (1994) sowie die deutsche Erstaufführung der Oper Die Wände von Adriana Hölszky (2000). 1991 legte er eine vielbeachtete CD-Einspielung der Oper Die Soldaten von Bernd Alois Zimmermann vor, einem Werk, an dessen Uraufführung er bereits 1965 als Korrepetitor beteiligt war. Er ist Ehrenmitglied der Bernd-Alois-Zimmermann-Gesellschaft.
Kontarsky ist der jüngere Bruder der Pianisten Aloys Kontarsky und Alfons Kontarsky, mit denen er gelegentlich an drei Flügeln konzertierte.